# Annois
Annois es una comuna francesa, situada en el departamento de Aisne, de la región de Alta Francia.

## Demografía
| 358 | 345 | 370 | 397 | 372 | 383 | 375 | 372 |
| Para los censos de 1962 a 1999 la población legal corresponde a la población sin duplicidades (Fuente: INSEE [Consultar]) |     |     |     |     |     |     |     |